# Динос Куис
Константинос (Динос) Куис (на гръцки: Κωνσταντίνος, Ντίνος Κούης) е гръцки футболист-полузащитник, един от най-добрите футболисти в историята на „Арис“ (Солун).

## Биография
Роден е през 1955 година. Започва кариерата си в „Агротикос Астерас“ през 1970 година. Пет години по-късно става част от „Арис“, за когото играе през следващите 16 години. Участва в 473 срещи с екипа на солунчани и отбелязва 142 гола. През 1981 година е голмайстор на първенството с 21 гола. Има общо 33 мача и 7 гола за националния отбор на Гърция. Участва на Европейското първенство през 1980 година, където Гърция отпада в груповата фаза. След края на активната си състезателна кариера Куис е назначен на различни треньорски позиции в гръцки клубове.